# Aborcja w Bułgarii
Aborcja w Bułgarii – aborcja została zalegalizowana w Bułgarii 27 kwietnia 1956 roku, na mocy zarządzenia ministerstwa zdrowia wprowadzającego aborcję na żądanie w pierwszych dwunastu tygodniach ciąży pod warunkiem że co najmniej sześć miesięcy upłynęło od poprzedniej aborcji.
Wobec spadku liczby urodzeń władze komunistyczne zaostrzyły te przepisy w 1968 roku. Zabroniono wówczas wykonywania aborcji kobietom bezdzietnym z wyjątkiem poważnych względów medycznych i społecznych. Kobietom z dwójką lub trójką dzieci odradzano aborcję. W przypadku, gdy środki perswazji okazały się nieskuteczne, można było jednak przerwać ciążę.
Ograniczenia te nie obwiązywały gdy:
- matka miała mniej niż szesnaście lat
- ciąża powstała w wyniku przestępstwa
- występowały poważne powody społeczne.

W kwietniu 1973 roku restrykcje te rozszerzono zabraniając wykonywania aborcji kobietom bezdzietnym lub tylko z jednym dzieckiem.
Przepis nie dotyczył sytuacji gdy:
- zagraża ona życiu bądź zdrowiu matki,
- powstała w wyniku przestępstwa,
- kobieta ciężarna jest małoletnia i bezdzietna,
- ma więcej niż czterdzieści pięć lat i co najmniej jedno dziecko,
- płód jest ciężko upośledzony.

W roku następnym ponownie zliberalizowano prawo wprowadzając aborcje na żądanie dla kobiet niezamężnych w pierwszych dziesięciu tygodniach ciąży.
1 lutego 1990 roku przyjęto obecnie obowiązujące ustawodawstwo.
Przewiduje ono aborcję na żądanie:
- w pierwszych dwunastu tygodniach ciąży,
- między dwunastym a dwudziestym tygodniem można przerwać ciążę jedynie ze względów medycznych lub embriopatologicznych,
- po dwudziestym tygodniu jedynie gdy ciąża zagraża życiu matki lub też płód jest ciężko upośledzony[1].